# ハイ・ファンタジー

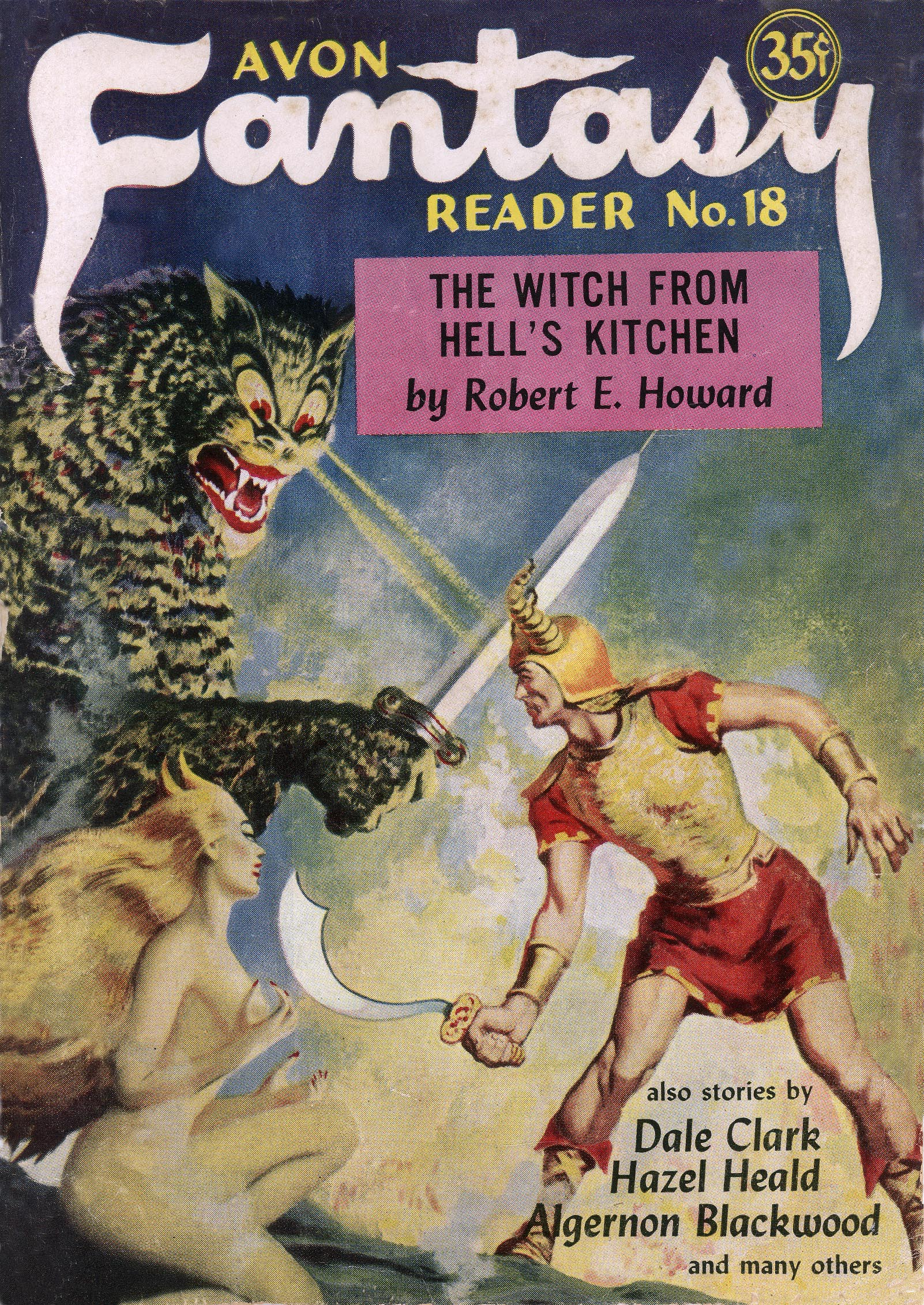
ハイ・ファンタジー雑誌。エイボン・ファンタジーリーダー第18号

ハイ・ファンタジー（英語: high fantasy）とはファンタジー（幻想、幻想的作品）の一種であり、架空の神話的世界で英雄が活躍する大作。J.R.R.トールキンの『指輪物語　ロード・オブ・ザ・リング』をはじめ、アーサー王伝説やニーベルンゲン物語を現代に蘇らせたような大作が多く、ヒロイック・ファンタジー（heroic fantasy）とも呼ばれる。
対立する概念としてロー・ファンタジーがある。

## 概要
ハイ・ファンタジー（ヒロイック・ファンタジー）はファンタジーのサブジャンルの一種であり、ハイ・ファンタジーという用語はロイド・アリグザンダーが1971年に発表したエッセイ『High Fantasy and Heroic Romance』で初めて用いられた。
ハイ・ファンタジーとは、現実の世界ではなく、架空の世界のファンタジーとして定義される。その架空の世界は（架空世界内では）一貫しているが、現実の世界とは異なる「法則」で成り立っている。逆にロー・ファンタジーは、現実の世界に魔法の要素が含まれていたり、架空の世界であっても（現実の世界として）合理的で親しみのある世界に魔法の要素が含まれている。
ウィリアム・モリスは架空の中世的世界を舞台にした数多くのロマンス作品を執筆したが、『世界のはての泉』は最初のハイ・ファンタジーの例と見做されている。また、J・R・R・トールキンの『指輪物語』は代表的なハイ・ファンタジーと見做されている。ただし実際にはトールキンは、『指輪物語』の舞台である中つ国は架空の世界ではなく「有史以前、神話の時代の地球」と設定している。

## その他の定義
次のような定義もある。
- ハイ・ファンタジーは異世界そのものを舞台とする。ロー・ファンタジーは現実世界を舞台として本来現実には存在しない異世界の住民や魔法が登場する[5][6]。

また、社会学者の高橋準は著書『ファンタジーとジェンダー』において、ハイ・ファンタジーを以下の3系統に大別している。
- 最初から最後まで異世界が舞台。登場人物も舞台となる異世界の住民のみ。『指輪物語』、『ベルガリアード物語』など。
- 現実世界の住民が異世界に紛れ込む。『ナルニア国物語』、『はてしない物語』、『扉を開けて』など。
- 歴史や神話の世界を舞台とするもの。史実や神話のストーリーが改変されることもよくある。『アヴァロンの霧』、『プリデイン物語』など。
  - 歴史や神話世界を舞台とする作品の亜種として、未来世界や未来の地球外惑星を舞台とする『ダーコーヴァ年代記』（マリオン・ジマー・ブラッドリー）、『パーンの竜騎士』（アン・マキャフリイ）、『西の善き魔女』、『風の谷のナウシカ』、『BASARA』など。

また、ハイ・ファンタジーとロー・ファンタジーは厳密に分類されるわけでもないし、絶対的な区分もない。一例として『ハリー・ポッターシリーズ』は現代イギリス社会に魔法が入り込んでいるという観点からはロー・ファンタジーであるが、現実世界から切り離されているホグワーツ魔法魔術学校内や学校周辺は異世界的でありハイ・ファンタジーと言える。このように一つの作品でハイ・ファンタジーとロー・ファンタジーとの混淆が起きることもよくある。